# اوسپری (فلوریدا)
اوسپری (به انگلیسی: Osprey) یک منطقهٔ مسکونی در ایالات متحده آمریکا است که در شهرستان ساراسوتا، فلوریدا واقع شده‌است. اوسپری ۱۵٫۷ کیلومتر مربع مساحت و ۶٬۱۰۰ نفر جمعیت دارد و ۳ متر بالاتر از سطح دریا قرار دارد.